# تپه دیوارلی قلعه
تپه دیوارلی قلعه مربوط به سده‌های اولیه دوران‌های تاریخی پس از اسلام است و در شهرستان میانه، بخش کندوان، روستای آونلیق واقع شده و این اثر در تاریخ ۱۱ مهر ۱۳۸۳ با شمارهٔ ثبت ۱۱۱۷۲ به‌عنوان یکی از آثار ملی ایران به ثبت رسیده است.